# Bellegarde-du-Razès
Bellegarde-du-Razès är en kommun i departementet Aude i regionen Occitanien  i södra Frankrike. Kommunen ligger  i kantonen Alaigne som ligger i arrondissementet Limoux. År 2022 hade Bellegarde-du-Razès 252 invånare.

## Befolkningsutveckling
Antalet invånare i kommunen Bellegarde-du-Razès
Referens: INSEE